# 吉林省 (満洲国)

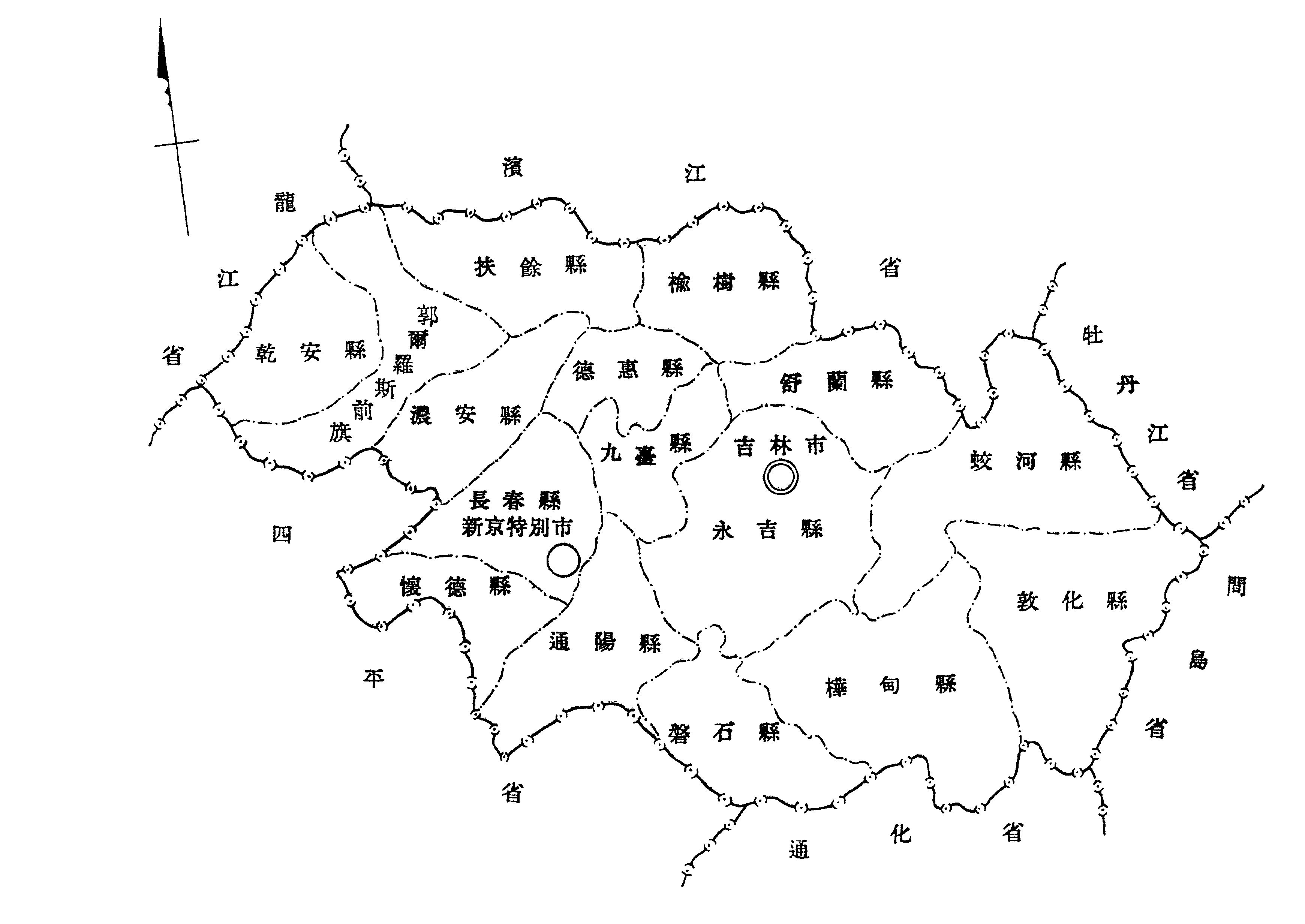
吉林省の市・縣・旗（1940年）

吉林省（きつりんしょう）は、満洲国にかつて存在した省。現在の中華人民共和国吉林省の一部地域に相当する。

## 歴史
1931年（民国20年）当時、中華民国吉林省は41県1政治局を管轄していた。満洲事変により日本の支配下に入ると、同年9月26日に熙洽により吉林省長官公署が設置され、9月28日には中華民国からの独立宣言が発表された。
1932年（大同元年）3月9日、満洲国は「省公署官制」（大同元年3月9日教令第13号）を公布して省政府を省公署に改編、永吉県に吉林省公署を設置した。1934年（康徳元年）10月11日に新たな「省公署官制」（康徳元年10月11日勅令第124号）を公布し、吉林省は吉林、浜江、三江、間島の4省に分割され、吉林省は吉林市、長春県、双陽県、伊通県、徳恵県、農安県、長嶺県、乾安県、扶余県、永吉県、舒蘭県、額穆県、敦化県、樺甸県、磐石県、楡樹県、懐徳県（奉天省より移管）の17市県を管轄するようになった。
その後の行政整理を経て満洲国崩壊直前には2市、15県、1旗を管轄するようになっていた。

## 下部行政区画
満洲国崩壊直前の下部行政区画
- 吉林市
- 公主嶺市:1943年（康徳9年）に懐徳県より分離設置
- 吉林県:旧称は永吉県。1944年（康徳10年）に改称
- 蛟河県:旧称は額穆県。1940年（康徳6年）10月1日に改称
- 敦化県
- 樺甸県
- 磐石県
- 通陽県
- 九台県
- 長春県
- 懐徳県
- 乾安県
- 扶余県
- 農安県
- 徳恵県
- 楡樹県
- 舒蘭県
- 郭爾羅斯前旗

## 設置
1932年3月、満洲国政府により吉林省が設置される。

## 廃止
1945年8月、満洲国の崩壊と共に自然消滅。

## 歴代省長
特記なき場合『世界諸国の制度・組織・人事 : 1840-2000』による。
- （兼）煕洽：1932年3月9日 - 1934年11月30日
- 李銘書：1934年12月1日 - 1937年7月1日
- 閻伝紱：1937年7月1日 - 1942年9月28日
- 金名世：1942年9月28日 - 1944年12月16日
- 徐家桓：1944年12月16日 - （終戦）